# José Santiago Cañizares Ruiz
José Santiago Cañizares Ruiz va ser un futbolista nascut el 18 de desembre de 1969 a Madrid encara que des de petit va residir a la localitat manxega de Puertollano. Va jugar en la posició de porter al Celta de Vigo, Reial Madrid i sobretot al València CF, equip on va deixar de jugar el 19 de maig del 2008 i on ha militat la major i més reeixida part de la seua carrera.

## Biografia
Amb 16 anys va ingressar a les categories inferiors del Reial Madrid.
Més tard va anar passant per diversos equips: Elx CF (1990), CP Mérida (1991) i Celta (1992); aquest últim va ser l'equip que el va impulsar en la seua carrera professional. El 6 de setembre de 1992 va debutar en primera divisió amb l'equip gallec, aconseguint ser el porter menys golejat aquella mateixa temporada.
La temporada 94-95 va tornar al Real Madrid on l'arribada de l'entrenador italià Fabio Capello i del porter alemany Bodo Illgner li van tancar la porta a la titularitat. Quan li va arribar una oferta del València CF el 1998, no la va rebutjar.
Amb l'equip valencianista va guanyar l'any 1999 la Copa del Rei, Cañizares ja era titular, i amb ell arribaren els títols. La Supercopa d'Espanya aquell mateix any. La temporada 2001-2002, la lliga, igual que en la temporada 2003-2004 i en aquella mateixa temporada també va guanyar la Copa de la UEFA i la Supercopa d'Europa.
Amb l'arribada de l'entrenador Ronald Koeman al València CF, durant la temporada 2007/08, el porter va ser relegat de l'equip, juntament amb David Albelda i Miguel Ángel Angulo. Un cop marxat l'entrenador, a l'abril del 2008, va decidir rescindir el seu contracte amb l'entitat valenciana.

## Internacional
Ha sigut internacional amb la selecció espanyola en 46 ocasions. El seu debut va ser el 17 de novembre de 1993 en un decisiu partit en Sevilla contra la selecció de Dinamarca en el qual Espanya es jugava la classificació per a la Copa del Món dels Estats Units 1994. El porter titular era Andoni Zubizarreta però va ser expulsat, i Cañizares va ingressar al camp, essent un dels jugadors determinants del partit.
Ha estat convocat per a les Copes del Món de 1994, 1998 i 2006. En el de 2002 es perfilava com a titular però un inoportú accident domèstic va impedir que pogués jugar.
També ha sigut convocat per a las eurocopes de 1996, 2000 i 2004.

## Clubs
Juvenil Calvo Sotelo de Puertollano 
- Elx CF 1990 - 1991 (Segona divisió)
- CP Mérida 1991 - 1992 (Segona divisió)
- Celta - 1992 - 1994
- Reial Madrid - 1994 - 1998
- València CF - 1998 - 2008

## Títols

### Nacionals
- 4 Lligues (1994-1995 i 1996-1997 amb el Reial Madrid i 2001-2002 i 2003-2004 amb el València CF).
- 2 Copes del Rei (1999 i 2008 amb el València CF)
- 1 Supercopa d'Espanya (1999 amb el València CF)

### Internacionals
- 1 Lliga de Campions (1997-1998 amb el Real Madrid).
- 1 Supercopa d'Europa (2004 amb el València CF).
- 1 Copa de la UEFA (2003-2004 amb el València CF).
- Campió olímpic en Barcelona 92.

### Distincions individuals
- 4 Trofeus Zamora (1992-1993 amb el Celta de Vigo i 2000-2001, 2001-2002 i 2003-2004 amb el València CF.